# Zemský okres Mayen-Koblenz
Zemský okres Mayen-Koblenz (německy Landkreis Mayen-Koblenz) je zemský okres v německé spolkové zemi Porýní-Falc. Sídlem správy zemského okresu je město Koblenz, které ovšem není jeho součástí. Má přibližně 210 tisíc obyvatel. 

## Města a obce
Města:
1. Andernach
2. Bendorf
3. Mayen
4. Mendig
5. Mülheim-Kärlich
6. Münstermaifeld
7. Polch
8. Rhens
9. Vallendar
10. Weißenthurm

Obce:
1. Acht
2. Alken
3. Anschau
4. Arft
5. Baar
6. Bassenheim
7. Bell
8. Bermel
9. Boos
10. Brey
11. Brodenbach
12. Burgen
13. Dieblich
14. Ditscheid
15. Einig
16. Ettringen
17. Gappenach
18. Gering
19. Gierschnach
20. Hatzenport
21. Hausten
22. Herresbach
23. Hirten
24. Kalt
25. Kaltenengers
26. Kehrig
27. Kerben
28. Kettig
29. Kirchwald
30. Kobern-Gondorf
31. Kollig
32. Kottenheim
33. Kretz
34. Kruft
35. Langenfeld
36. Langscheid
37. Lehmen
38. Lind
39. Löf
40. Lonnig
41. Luxem
42. Macken
43. Mertloch
44. Monreal
45. Münk
46. Nachtsheim
47. Naunheim
48. Nickenich
49. Niederfell
50. Niederwerth
51. Nörtershausen
52. Oberfell
53. Ochtendung
54. Pillig
55. Plaidt
56. Reudelsterz
57. Rieden
58. Rüber
59. Saffig
60. Sankt Johann
61. Sankt Sebastian
62. Siebenbach
63. Spay
64. Thür
65. Trimbs
66. Urbar
67. Urmitz
68. Virneburg
69. Volkesfeld
70. Waldesch
71. Weiler
72. Weitersburg
73. Welling
74. Welschenbach
75. Wierschem
76. Winningen
77. Wolken